# LEGO Indiana Jones

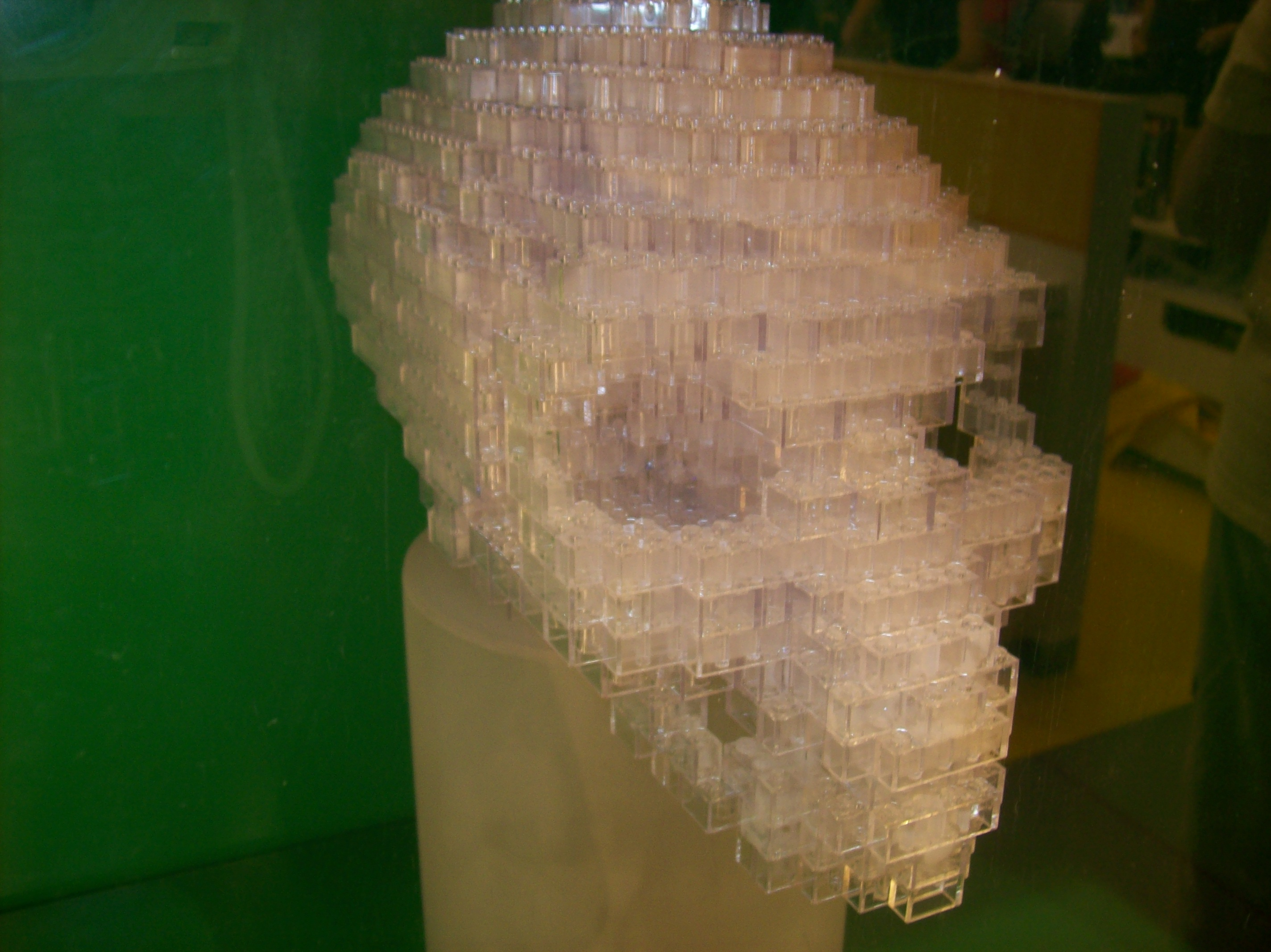
LEGO Indiana Jones: a Caveira de Cristal.

LEGO Indiana Jones é um tema do brinquedo LEGO, baseado na série de filmes Indiana Jones.
Os conjuntos do tema foram lançados em 2008 com base em dois dos três filmes anteriores (Raiders of the Lost Ark e The Last Cruzade) e pelo menos um foi lançado em 2009 com base no Temple of Doom. Outros conjuntos foram lançados juntamente com o filme mais recente, Kingdom of the Crystal Skull, em Maio de 2008.
Há também um jogo de vídeo intitulado Lego Indiana Jones: The Original Adventures, lançado em 3 de Junho de 2008, com base na trilogia original.
Uma série de curta-metragem animado por computador intitulada Lego Indiana Jones and the Raiders of the Lost Brick, dirigida por Peder Pedersen, também foi lançada no site oficial da LEGO: ele combina detalhes do todos os quatro filmes de Indiana Jones em uma aventura contínua.
Já foram criados 3 jogos sobre este tema

## Conjuntos
| Nome                         | Código | Minifigures | Lançamento | Filme                                              | Peças |  |
| ---------------------------- | ------ | --- | ---------- | -------------------------------------------------- | ----- |  |
| Motorcycle Chase             | 7620   | Indiana Jones, Henry Jones, Sr., Guard                                                                                                 | 2008       | Indiana Jones and the Last Crusade                 | 79    |  |
| The Lost Tomb                | 7621   | Indiana Jones, Marion Ravenwood, Skeleton                                                                                              | 2008       | Raiders of the Lost Ark                            | 277   |  |
| Race For The Stolen Treasure | 7622   | Indiana Jones, Guards (Three), Horse                                                                                                   | 2008       | Raiders of the Lost Ark                            | 272   |  |
| Temple Escape                | 7623   | Indiana Jones, Rene Belloq, Satipo, Jock, Skeleton (Two)                                                                               | 2008       | Raiders of the Lost Ark                            | 552   |  |
| Jungle Duel                  | 7624   | Indiana Jones, Irina Spalko, Mutt Williams                                                                                             | 2008       | Indiana Jones and the Kingdom of the Crystal Skull | 90    |  |
| River Chase                  | 7625   | Indiana Jones, Russian Guards (Two), Marion Ravenwood                                                                                  | 2008       | Indiana Jones and the Kingdom of the Crystal Skull | 234   |  |
| Jungle Cutter                | 7626   | Indiana Jones, Colonel Dovchenko, Russian Guards (Two)                                                                                 | 2008       | Indiana Jones and the Kingdom of the Crystal Skull | 511   |  |
| Temple Of The Crystal Skull  | 7627   | Indiana Jones, Mutt Williams, Irina Spalko, Russian Guard, Ugha Warriors (two), Crystal Skull Skeletons (three), Conquistador Skeleton | 2008       | Indiana Jones and the Kingdom of the Crystal Skull | 929   |  |
| Peril in Peru                | 7628   | Indiana Jones, Mutt Williams, Irina Spalko, Russian Guard, Pilot, Colonel Dovchenko                                                    | 2008       | Indiana Jones and the Kingdom of the Crystal Skull | 625   |  |
| Jungle Cruiser               | 20004  | Indiana Jones (no bag) | 2008       | Indiana Jones and the Kingdom of the Crystal Skull | 83    |  |
| Shanghai Chase               | 7682   | Indiana Jones (tuxedo), Willie Scott, Short Round, Shanghai Gangsters (two)                                                            | 2009       | Indiana Jones and the Temple of Doom               | 244   |  |
| Fight on the Flying Wing     | 7683   | Indiana Jones, Marion Ravenwood, German Mechanic, German Pilot                                                                         | 2009       | Raiders of the Lost Ark                            | 376   |  |
| Ambush in Cairo              | 7195   | Indiana Jones (Cairo), Swordsman, Cairo Bandit, Marion Ravenwood, Monkey                                                               | 2009       | Raiders of the Lost Ark                            | 79    |  |
| Chauchilla Cemetery Battle   | 7196   | Indiana Jones, Mutt Williams, Cemetery Warriors (two)                                                                                  | 2009       | Indiana Jones and the Kingdom of the Crystal Skull | 189   |  |
| Venice Canal Chase           | 7197   | Indiana Jones (professor), Elsa Schneider, Kazim, Brotherhood of the Cruciform Sword guard                                             | 2009       | Indiana Jones and the Last Crusade                 | 420   |  |
| Fighter Plane Attack         | 7198   | Indiana Jones, Henry Jones Sr., Guard                                                                                                  | 2009       | Indiana Jones and the Last Crusade                 | 339   |  |
| The Temple of Doom           | 7199   | Indiana Jones (Kali), Willie Scott (Kali), Short Round, Thuggees (two), Mola Ram                                                       | 2009       | Indiana Jones and the Temple of Doom               | 654   |  |